# Miss Sherlock
Miss Sherlock (ミス・シャーロック, Misu Sharoku) est une série télévisée japonaise librement inspirée des nouvelles de Sir Arthur Conan Doyle mettant en scène Sherlock Holmes. La série est une coproduction entre HBO Asia et Hulu Japan. L'intrigue se déroule à Tokyo au Japon et montre des versions féminines du duo de détectives Sherlock Holmes et le Dr John Watson, interprétées respectivement par Yūko Takeuchi et Shihori Kanjiya. Il s'agit de l'une des rares adaptations montrant Holmes sous les traits d'un personnage féminin.
Cette série est inédite dans tous les pays francophones.

## Synopsis
Sara Shelly Futaba, surnommée « Sherlock » est une détective, consultante pour la police de Tokyo régulièrement appelée pour les affaires étranges par l'inspecteur Gentaro Reimon pour son sens de l'observation et ses talents de déduction. Après une affaire de meurtres, elle se retrouve assistée par sa colocataire, le Dr Wato Tachibana, femme médecin revenue au Japon après avoir été médecin volontaire en Syrie, hébergée par Kimi Hatano.

## Distribution

### Acteurs principaux
- Yūko Takeuchi : Sara « Sherlock » Shelly Futaba
- Shihori Kanjiya : Dr Wato ("Wato-san") Tachibana
- Kenichi Takitō : Inspecteur Gentaro Reimon (inspiré de l'inspecteur Lestrade[4])
- Tomoya Nakamura : Sergent Tatsuya Shibata
- Yukiyoshi Ozawa : Kento Futaba
- Ran Ito : Kimi Hatano (inspiré de Mrs Hudson[4])

### Acteurs récurrents
- Ryohei Otani : Toru Moriya
- Yuki Saito : Mariko Irikawa

## Épisodes
| № | Titre                     | Réalisation    | Scénario                                                    | Première diffusion |
| --- | ------------------------- | -------------- | ----------------------------------------------------------- | ------------------ |
| 1 | The First Case            | Jun'ichi Mori  | Jun'ichi Mori, Amane Marumo, Yôsuke Masaike                 | 27 avril 2018      |
| Wato Tachibana revient au Japon après plusieurs mois passés en Syrie comme médecin volontaire. Son mentor, le Dr Mizuno, l'accueille à l'aéroport quand une bombe explose dans son estomac et le tue sur le coup. Encore sous le choc, elle décide d'accompagner « Sherlock », une femme détective appelée comme consultante sur l'affaire par la police, pour découvrir la vérité. |                           |                |                                                             |                    |
| 2 | Sachiko's Mustache        | Jun'ichi Mori  | Jun'ichi Mori, Amane Marumo, Mami Oikawa                    | 4 mai 2018         |
| Tachibana se fait difficilement à la cohabitation avec Sherlock. Une femme vient demander à Sherlock d'enquêter sur les motivations du vandale qui a défiguré un tableau qu'elle a prêté à un musée, apparemment sans raisons. |                           |                |                                                             |                    |
| 3 | Lily of the Valley        | Jun'ichi Mori  | Jun'ichi Mori, Amane Marumo, Mami Oikawa                    | 11 mai 2018        |
| Sherlock est engagée par une scientifique pour retrouver la chasseuse de têtes qui a voulu l'engager avant de disparaître sans laisser de traces. Au même moment, un PDG est retrouvé gravement blessé après une longue séance de torture et Sherlock finit par faire le lien entre les deux. Wato commence à travailler dans une bibliothèque.                                     |                           |                |                                                             |                    |
| 4 | The Wakasugi Family Curse | Jun'ichi Mori  | Jun'ichi Mori, Amane Marumo, Mami Oikawa                    | 18 mai 2018        |
| Sherlock s'ennuie et n'a aucune affaire satisfaisante. Wato recroise une connaissance du lycée qui croit être maudit : une nuit, sa femme s'est retrouvée à mordre son bébé et boire son sang. |                           |                |                                                             |                    |
| 5 | The Missing Bride         | Jun'ichi Mori  | Jun'ichi Mori, Nobuaki Kotani, Amane Marumo, Yôsuke Masaike | 25 mai 2018        |
| Sherlock est appelée par l'inspecteur Reimon pour retrouver une modèle disparue le jour de son mariage avec un riche bijoutier à succès. Si la piste d'une harceleuse retient l'attention, la détective veut rester objective. Wato commence à souffrir de stress post-traumatique mais ne veut rien laisser paraître.                                                              |                           |                |                                                             |                    |
| 6 | Stella Maris              | Yûsuke Taki    | Jun'ichi Mori, Nobuaki Kotani, Yôsuke Masaike               | 1er juin 2018      |
| Sherlock est appelée sur une affaire sensible : une oreille a été livrée chez le fils d'un député important. Wato craint que son comportement ne pose un problème et s'assure qu'elle ne franchisse pas les limites de la bienséance. Rapidement, elle va faire le lien avec la mort d'une étudiante cinq ans auparavant.                                                           |                           |                |                                                             |                    |
| 7 | Stolen Virus              | Takashi Matsuo | Jun'ichi Mori, Amane Marumo, Mami Oikawa                    | 8 juin 2018        |
| Sherlock n'a aucun indice sur ce qu'est devenu le Dr Moriwaki, créateur de Stella Maris. Elle est appelée par son frère : le Ministre de la Santé a appris la disparition d'un virus mortel d'un laboratoire. Rapidement, Sherlock est suspectée et elle doit fuir pour prouver son innocence.                                                                                      |                           |                |                                                             |                    |
| 8 | The Dock                  | Yûsuke Taki    | Jun'ichi Mori, Nobuaki Kotani, Amane Marumo, Mami Oikawa    | 15 juin 2018       |
| Wato, bouleversée par la mort de Moriya, a été recueillie par le Dr Irikawa, qui s'occupe patiemment de lui laver le cerveau et attiser sa haine envers la détective. Sherlock est toujours en fuite, déterminée à prouver qu'Irikawa est Moriwaki et à l'arrêter. |                           |                |                                                             |                    |

## Production
Miss Sherlock est la première série adaptée des nouvelles mettant en scène Sherlock Holmes à choisir un duo de femmes pour les personnages principaux (le personnage de Watson est une femme dans la série américaine Elementary) et a été remarquée pour ce choix,. Yukiyoshi Ozawa, l'interprète du frère aîné de Sherlock, déclare à ce sujet : « J'essaie de n'offenser personne mais certains hommes sont trop obtus. Les femmes sont plus sensibles et savent comment toucher le cœur des gens, et donc savent comment gagner une partie. Je pense qu'elles font de meilleurs détectives privés. »
D'autres ont noté les ressemblances avec la série télévisée britannique Sherlock de 2010 : transposition à une époque moderne, adaptation libre des intrigues originales, personnage principal présenté comme décalé.

## Réception
Miss Sherlock a été bien reçu par le public, qui lui donne un taux d'approbation de 80% sur Rotten Tomatoes.
Kate Burtyl de Den of Geek donne à la série une note de 3,5/5 et la décrit comme « méritant un visionnage pour tout fan de Sherlock Holmes, Sherlock, ou une série étrangère. » Kevin Yeoman de Screen Rant apprécie la relation entre les deux protagonistes et la qualifie de « série statisfansante à binge-watcher pour les abonnés de HBO. » Kristina Manente de Polygon recommande la série : « les fans de Sherlock auto-proclamés aiment Miss Sherlock. Le public en général aime Miss Sherlock. Et si vous n'avez pas de problèmes à laisser tomber le deerstalker, vous pouvez aimer Miss Sherlock aussi. »
Justin Charity pour The Ringer compare l'interprétation de Yuko Takeuchi à celles des autres adaptations récentes (Benedict Cumberbatch dans Sherlock, Robert Downey Jr. dans les films de Guy Ritchie, ou même Hugh Laurie dont le personnage de Gregory House dans Dr House est inspiré de Holmes), et estime cette version plus humaine et appréciable, moins tournée vers l'excès et avec une relation avec Watson plus saine.